# Давид і Голіаф (Караваджо)
«Давид і Голіаф» (або Давид з головою Голіафа або Давид, який перемагає Голіафа) — картина італійського барокового майстра Караваджо (1571—1610). Картина була намальована приблизно в 1599 році. Нині вона зберігається в Музеї Прадо в Мадриді. Дві пізніші версії цієї ж теми зараз можна побачити у Музеї історії мистецтв у Відні (Давид з головою Голіафа) та в римській галереї Боргезе (Давид з головою Голіафа).

## Короткий опис
Картина «Давид і Голіаф», що нині зберігається у музеї Прадо, була намальований на початку кар'єри художника, коли той перебував при дворі кардинала Франческо Марії Дель Монте.
На картині зображений біблійний Давид у вигляді маленького хлопчика (відповідно до біблійної історії), який тримає за волосся голову володаря філістимлян, велетня Голіафа. Світло падає на ногу, руку і бік Давида, а також на масивні плечі, від яких була відтята голова Голіафа, і на саму голову, а все інше залишається в темряві. Навіть обличчя Давида майже не видно в затінку. Рана на лобі Голіафа показує місце, де він був вражений каменем із пращі Давида. 
Спочатку Караваджо зобразив обличчя Голіафа, завмерле від жаху з дико виряченими очима та роззявленим ротом із висолопленим язиком. Проте в остаточній версії картини мелодрама відсутня: драматичність перенесено від Голіафа до дієвого Давида, хоча його обличчя залишається майже приховане. Давид зосереджений на своїх діях, тримаючи за волосся голову свого ворога. Він майже невимушено стоїть на колінах на тулубі чоловіка.
Ця картина та дві інші, написані приблизно в той же час — перша версія «Жертвоприношення Ісаака» та перший Іван Хреститель — були вивезені в Іспанію невдовзі після того, як вони були створені. Ці картини мали вплив на розвиток мистецтва в Іспанії, адже недаремно їх часто копіювали.